# Sekitō

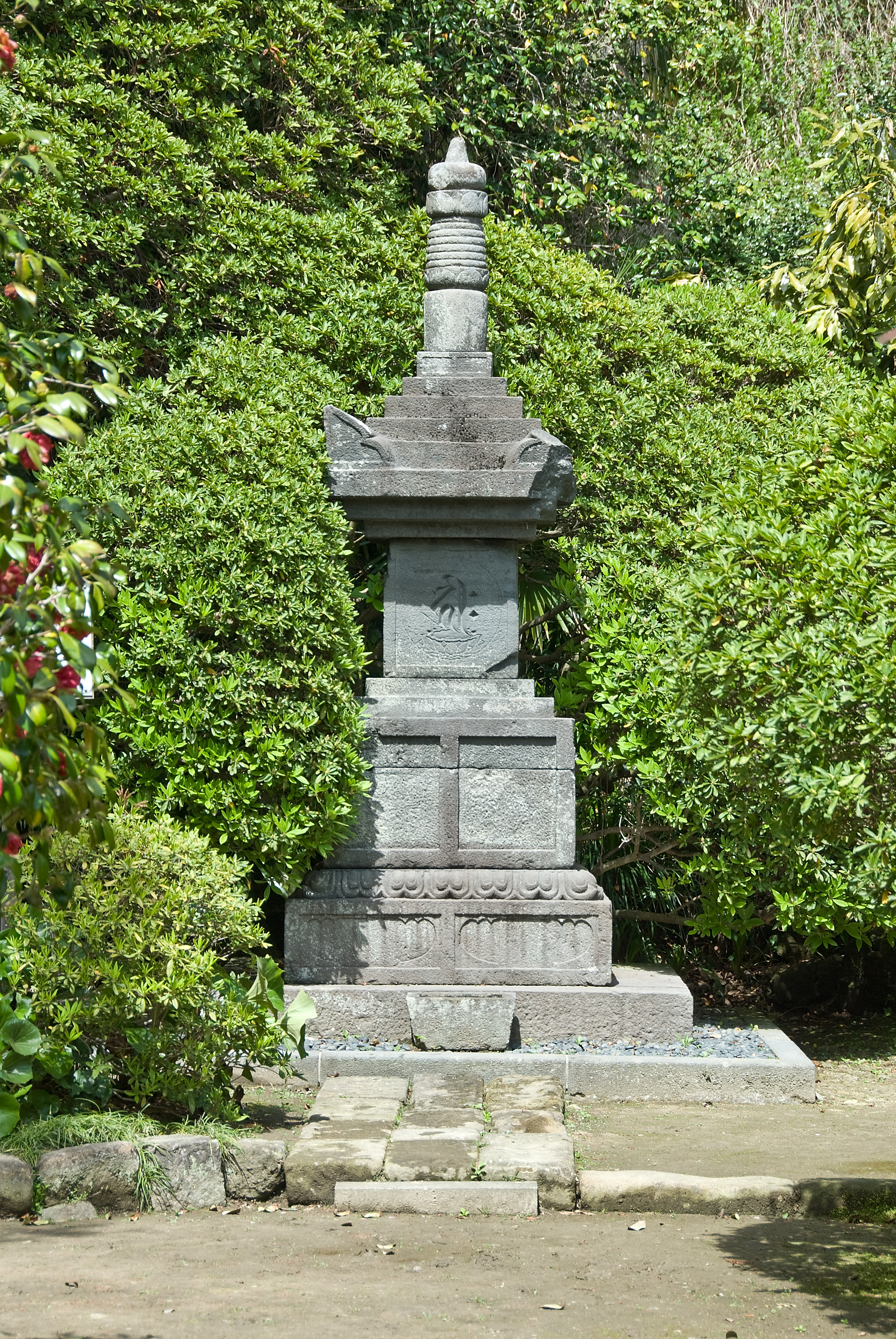
Hōkyōintō.

Sekitō, sekidō of ishitō ( 石幢, 石塔, せきとう) is een generieke term voor Japanse, van steen gemaakte pagodes of stoepa's. 
Stenen pagodes in Japan zijn meestal gemaakt van materialen zoals apatiet of graniet, en zijn veel kleiner dan de traditionele Japanse grote houten pagodes (mokutō, 木塔). Vaak dragen ze Sanskriet-inscripties, boeddhistische reliëfs en Japanse maankalenderdatums (nengō). 
Verschillende typen Sekitō werden zowel in hout als in steen gemaakt, waarvan vooral de stenen pagodes lange tijd kunnen overleven. Hoewel ongevoelig voor brand, vielen toch ook stenen pagodes soms ten offer aan de in Japan niet zeldzame aardbevingen. De historische herkomst van pagodes of stoepa's uit India is vaak niet goed te herkennen. De Japanse pagodes hebben vaak hoge bouw en een betrekkelijk smalle basis.
Het principiële verschil tussen stenen pagodes en de traditionele stenen lantaarns (ishi-dōrō) is de aanwezigheid bij de laatste van een plaats voor de verlichting: de vuurkamer (hibukuro).

## Variatie
Stenen pagodes zijn net als houten exemplaren, meestal in te delen op basis van het aantal etages als tasōtō of hōtō (宝塔), maar er zijn echter enkele stijlen die bijna niet meer in hout worden gezien. Het omvat pagodes met meerdere lagen, etages of ringen zoals de 'vijfrings-pagode' (gorintō, 五輪塔), de 'drie-elementen-stele' (hōkyōintō, 宝筺印塔), gedenkstenen of grafstenen zoals kasatōba, 笠塔婆, pagode-achtige monumenten, steles en markeringen gemaakt van steen (itabi, 板碑) en wegmarkeringen langs bergpaden (hide, 碑伝, of sekihi 石碑), en eivormige en platte, ovale stenen op een vierkant op achthoekige stenen sokkel (muhōtō), die oorspronkelijk gebruikt zijn door Zen-sektes.
| Sekitō - Voorbeelden van stenen pagodes                                                                       |
| --- |
| - Itabi - Kasatōba - Muhōtō en rantō - Gorintō - Hōtō - Tasōtō - Jūsanjū-no-tō / Jūsanjū-sekitō met 13 etages |

De stenen pagodes met meerdere etages zijn vaak gewijd aan Boeddha en hebben geen begaanbare ruimte, en sommige hebben ruimte om een heel klein beeld te plaatsen. Evenals houten pagodes, hebben stenen pagodes vrijwel altijd een oneven aantal etages. Er is geen uniformiteit in de afmetingen van de lagen, maar hun vormen zijn vaak vergelijkbaar.
Vóór de Kamakuraperiode (1185 – 1333) werd het zachte tufsteen gebruikt, maar tijdens de Kamakuraperiode werd graniet gebruikelijker. Reliëfs van Boeddha zijn vaak uitgesneden op de schacht van het eerste laag. Zelden worden in alle ruimtes tussen de lagen, waar deze op grote afstand van elkaar staan, reliëfs of Sanskriet-karakters aangebracht. De hoogste bestaande stenen pagode heeft 13 lagen (ruim 14 m) en staat in Hannya-ji (1253) in prefectuur Nara.

Aoishitōba · 
Bantōba · 
Buttō · 
Daitō · 
Gorintō · 
Hiratōba · 
Hōkyōintō · 
Hōtō · 
Hyakumantō · 
Ishitō · 
Itabi · 
Itabō · Itatōba · 
Kaisantō · 
Kasatōba · 
Kunisakitō · 
Mokutō · 
Muhōtō · 
Pantōba · Pantapō · 
Rantō · 
Sekitō · 
Sōrintō · 
Sōtō · 
Sotōba · 
Tahōtō · 
Tajūtō · Tasōtō · 
Tō · Tōba · 
Yugitō